# Мужичков, Александр Иванович (Герой Социалистического Труда)
Александр Иванович Мужичков — советский хозяйственный, государственный и политический деятель, Герой Социалистического Труда.

## Биография
Родился в 1912 году в деревне Пашково. Член КПСС с  года.
С 1930 года — на хозяйственной, общественной и политической работе. В 1930—1986 гг. — техник электролаборатории, инженер-строитель, руководящий работник строительной отрасли города Новомосковска, заместитель управляющего, управляющий трестом «Новомосковскхимстрой» Министерства промышленного строительства СССР. 
Указом Президиума Верховного Совета СССР от 30 апреля 1980 года присвоено звание Героя Социалистического Труда с вручением ордена Ленина и золотой медали «Серп и Молот».
Почетный гражданин города Новомосковска.
Умер в Новомосковске в 1994 году.